# Oberreichenbach, Baden-Württemberg
Oberreichenbach är en kommun och ort i Landkreis Calw i regionen Nordschwarzwald i Regierungsbezirk Karlsruhe i förbundslandet Baden-Württemberg i Tyskland.
Kommunen ingår i kommunalförbundet Calw tillsammans med staden Calw.